# Selección de waterpolo de Colombia
La Selección de waterpolo de Colombia es el equipo formado por jugadores de nacionalidad colombiana, que representa a Colombia en las competiciones internacionales de waterpolo.

## Palmarés

### Selección mayor
- Juegos Olímpicos:

- Sin participación

- Campeonato Mundial:

-  1975 (16 lugar)

- Copa Mundial de Desarrollo:
  -  Medalla de oro: 2007 y 2021.[1]

- Juegos Panamericanos:

- Sin participación

- Juegos Suramericanos:
  -  Medalla de plata: 2010, 2018.

- Juegos Centroamericanos y del Caribe:
  -  Medalla de oro: 2018.

- Juegos Bolivarianos:
  -  Medalla de oro: 2013, 2017, 2022

### Sub-17
- 1.er Campeonato Suramericano sub17 de Waterpolo:
  -  Medalla de oro: 2011.[2]

### Sub-16
Golt medal: 2022
- Copa Pacífico de Waterpolo:
  -  Medalla de oro: 2014.[3]